# 13-й меридіан західної довготи
13-й меридіан західної довготи — лінія довготи, що лежить на 13 градусів західніше Гринвіцького меридіана. Вона проходить від Північного полюса через Північний Льодовитий океан, Гренландію, Атлантичний океан, Африку, Південний океан та Антарктиду до Південного полюса.
13-й меридіан західної довготи формує велике коло разом із 167-мим меридіаном східної довготи.

## Список географічних об'єктів, що перетинає 13° зх. д.
Починаючи на Північному полюсі та рухаючись до Південного полюса, 13-й меридіан західної довготи проходить через:
| Координати                                                 | Країна, територія або море | Примітки                                                                                      |
| ---------------------------------------------------------- | -------------------------- | --------------------------------------------------------------------------------------------- |
| 90°0′ пн. ш. 13°0′ зх. д. / 90.000° пн. ш. 13.000° зх. д.  | Північний Льодовитий океан |                                                                                               |
| 81°42′ пн. ш. 13°0′ зх. д. / 81.700° пн. ш. 13.000° зх. д. | Гренландія                 |                                                                                               |
| 81°6′ пн. ш. 13°0′ зх. д. / 81.100° пн. ш. 13.000° зх. д.  | Атлантичний океан          |                                                                                               |
| 27°50′ пн. ш. 13°0′ зх. д. / 27.833° пн. ш. 13.000° зх. д. | Марокко                    |                                                                                               |
| 27°40′ пн. ш. 13°0′ зх. д. / 27.667° пн. ш. 13.000° зх. д. | Західна Сахара             | Претендує Марокко та Сахарська Арабська Демократична Республіка                               |
| 23°9′ пн. ш. 13°0′ зх. д. / 23.150° пн. ш. 13.000° зх. д.  | Мавританія                 |                                                                                               |
| 15°29′ пн. ш. 13°0′ зх. д. / 15.483° пн. ш. 13.000° зх. д. | Сенегал                    |                                                                                               |
| 12°28′ пн. ш. 13°0′ зх. д. / 12.467° пн. ш. 13.000° зх. д. | Гвінея                     |                                                                                               |
| 9°6′ пн. ш. 13°0′ зх. д. / 9.100° пн. ш. 13.000° зх. д.    | Сьєрра-Леоне               |                                                                                               |
| 8°14′ пн. ш. 13°0′ зх. д. / 8.233° пн. ш. 13.000° зх. д.   | Атлантичний океан          |                                                                                               |
| 7°36′ пн. ш. 13°0′ зх. д. / 7.600° пн. ш. 13.000° зх. д.   | Сьєрра-Леоне               | Проходить через Черепахові острови[en]                                                        |
| 7°35′ пн. ш. 13°0′ зх. д. / 7.583° пн. ш. 13.000° зх. д.   | Атлантичний океан          | Проходить західніше острова Неприступний, Острови Святої Єлени, Вознесіння і Тристан-да-Кунья |
| 60°0′ пд. ш. 13°0′ зх. д. / 60.000° пд. ш. 13.000° зх. д.  | Південний океан            |                                                                                               |
| 71°46′ пд. ш. 13°0′ зх. д. / 71.767° пд. ш. 13.000° зх. д. | Антарктида                 | Проходить через Землю Королеви Мод (претендує Норвегія)                                       |